# Sugiyama Waichi

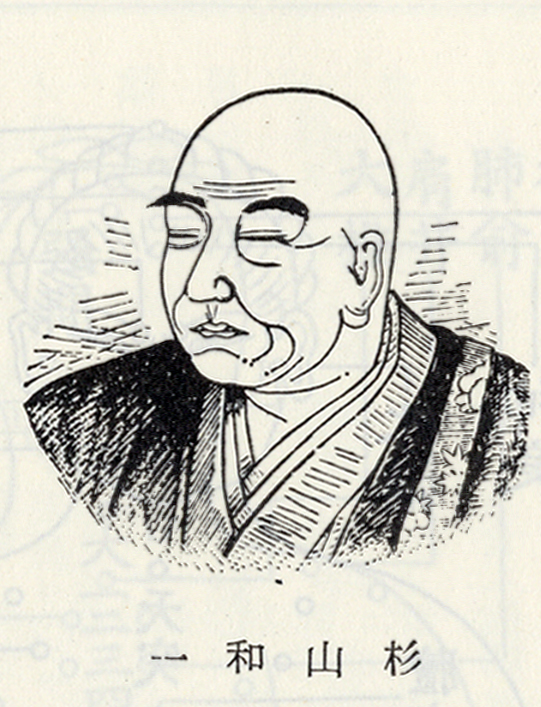
Sugiyama Waichi (aus Fujikawa Yū: Nihon igakushi [Geschichte der japanischen Medizin], 1942)

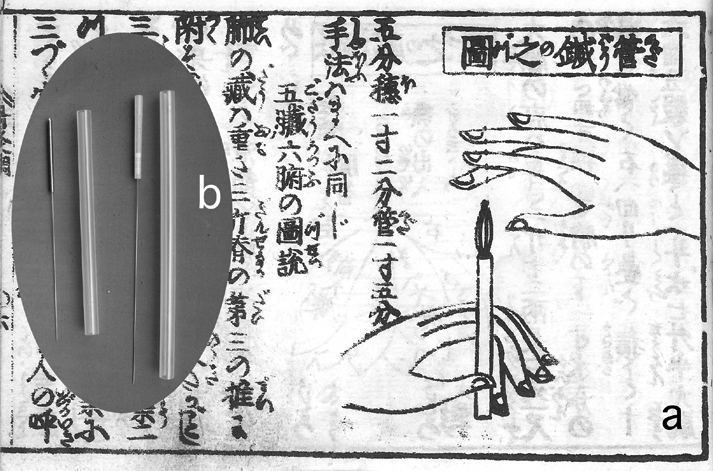
Akupunktur mit Führungsröhrchen nach Sugiyama Waichi in (a) Hongo Masatomo: Shinkyū chōhōki (1749). Daneben eine moderne Handelsform (b)

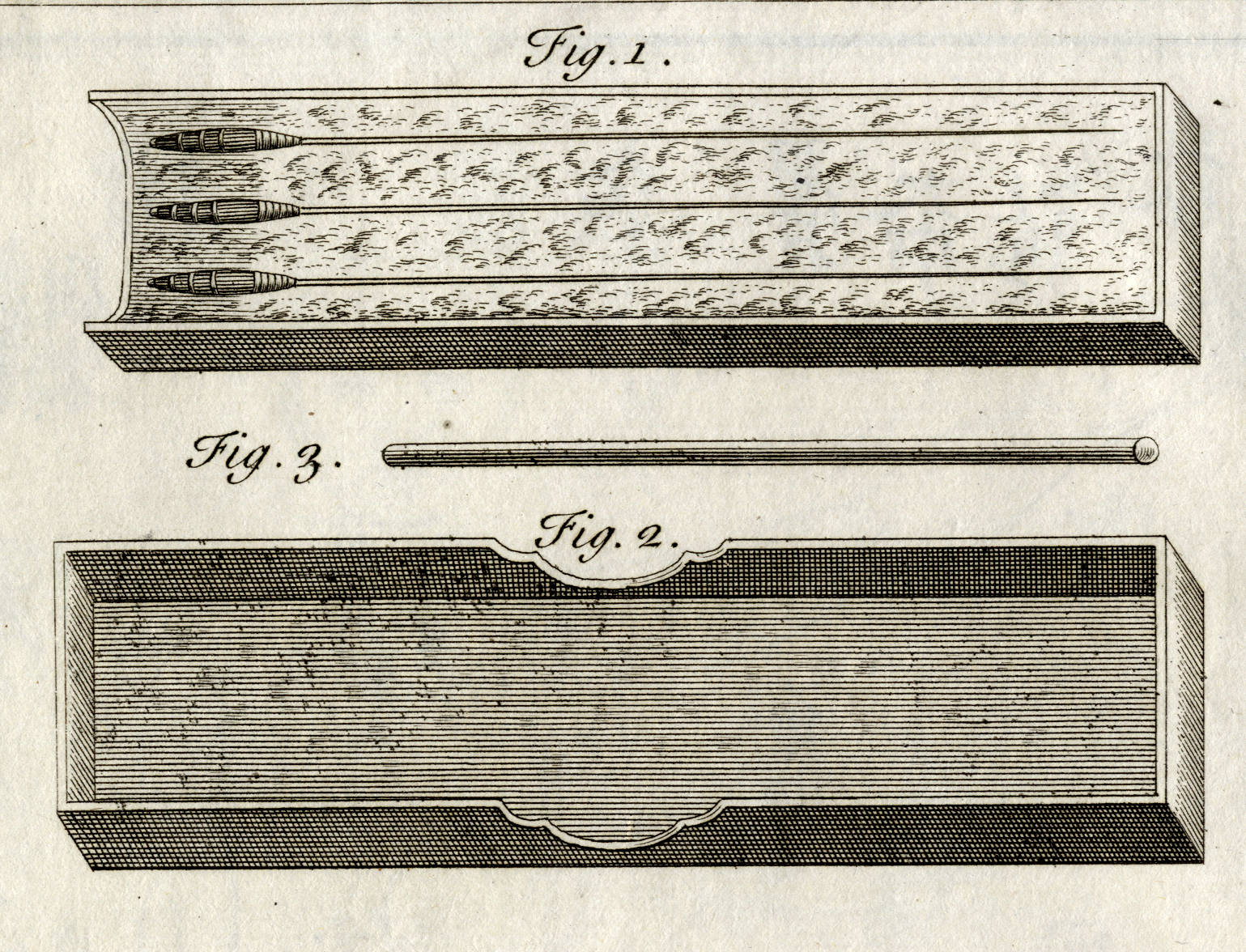
Nadeln mit Führungsröhrchen nach Sugiyama Waichi in Engelbert Kaempfers The History of Japan (1727). Der Nadelgriff ist verdickt, um die Nadeln bei einer bestimmten Stichtiefe anzuhalten.

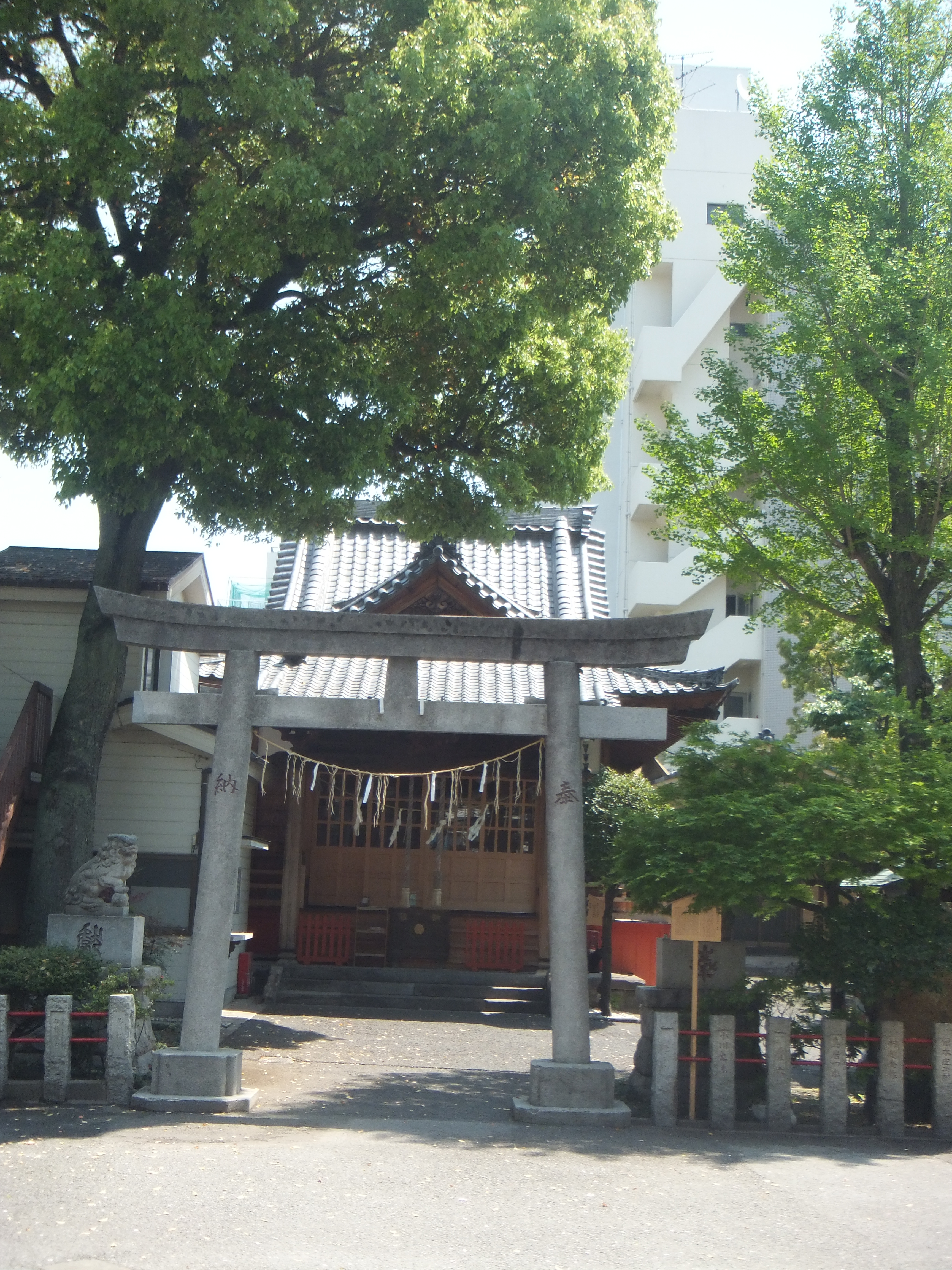
Der Ejima-Sugiyama-Schrein in Tōkyō (Sumida-ku)

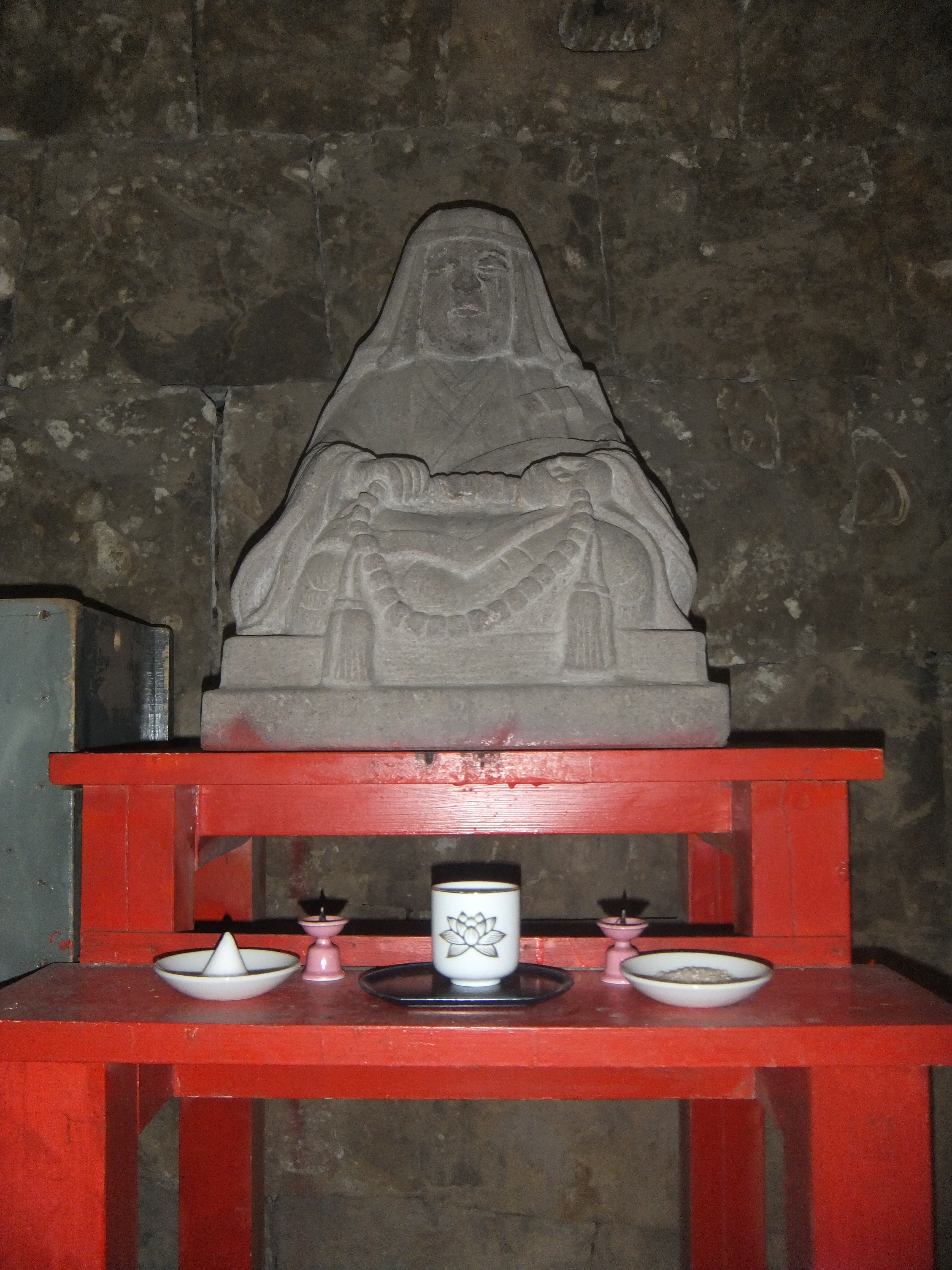
Steinskulptur von Sugiyama Waichi im Ejima-Sugiyama-Schrein (Tōkyō)

Sugiyama Waichi, auch Sugiyama Wa’ichi (jap. 杉山 和一, * 1610 wahrscheinlich in Anotsu (安濃津), Provinz Ise (heute: Tsu, Präfektur Mie), Japan; † 6. Oktober 1694 in Edo (heute: Tokio)) war ein japanischer Akupunkteur, der das heute international genutzte „Führungsröhrchen“ erfand und weltweit die erste Ausbildungsstätte für Blinde begründete.

## Leben
Sugiyama Waichi war der älteste Sohn von Sugiyama Shigemasa, der dem Lehnsherrn (Daimyō) von Tsu, Tōdō Takatora, diente. Hinsichtlich des Geburtsorts gibt es mehrere Thesen, doch lebte er spätestens seit seinem 6. Lebensjahr in Anotsu. In seiner Kindheit führte er den Namen Yōkei (養慶). Nachdem er infolge einer Erkrankung erblindete, war ihm eine Laufbahn in der Nachfolge seines Vaters nicht mehr möglich. Deshalb begann er im Alter von 17 oder 18 Jahren eine Ausbildung bei dem blinden Akupunkturarzt Yamase Takuichi (山瀬 琢一) in Edo, wurde aber mit 22 Jahren wegen seiner Vergesslichkeit und Ungeschicktheit in seine Heimat zurückgeschickt. Später nahm ihn der renommierte Akupunkturarzt Irie Toyoaki (入江 豊明, auch Irie Hōmei) in Kyōto als Schüler an.
Wegen seiner Sehbehinderung hatte Sugiyama beim Akupunktieren große Schwierigkeiten mit der Kontrolle des Einstichpunkts und der Stichtiefe. Schließlich entwickelte er ein Bambusröhrchen, das um die gewünschte Einstichtiefe kürzer war als die Nadel. Da diese nun über ihre gesamte Länge durch das Führungsröhrchen geleitet wurde, konnte er zudem feinerer Nadeln verwenden. Der Legende zufolge kam er in einer Höhle auf der Insel Enoshima auf diese Idee, nachdem er 100 Tage mit Gebeten an die buddhistische Gottheit Benzaiten verbracht hatte. Eine andere Variante behauptet, er sei nach diesen Gebeten auf dem Heimweg gestolpert und dabei auf ein Bambusröhrchen mit einer Kiefernnadel gestoßen. Was immer auch tatsächlich geschehen war, seine Erfindung erfolgte offenbar während  der Zeit auf Enoshima,  denn fortan legte Sugiyama großen Wert auf die Verehrung dieser Gottheit. In der Diagnostik leistete er u. a. einen Betrag bei der Entwicklung der Palpation der Bauchregion, die seinerzeit unter den Ärzten mehr als zuvor als Ort der Diagnose und Therapie verstanden wurde.
Sugiyamas Praxis in Edo florierte. Seit dem 14. Jahrhundert waren blinde Männer in einer Tōdōza (当道座) genannten Gilde organisiert, deren Mitglieder als wandernde Musiker, Masseure und Akupunkteure ihren Lebensunterhalt verdienten. Die Organisation war hierarchisch in über 70 Rangstufen strukturiert und stand in der Edo-Zeit unter der Patronage und damit auch der Kontrolle der Regierung. 1671 erreichte Sugiyama im Alter von 62 Jahren den kengyō (検校) genannten höchsten Rang. Elf Jahre später gründete er auf Anordnung des Shōgun Tokugawa Tsunayoshi auf einem ihm hierzu überlassenen Grundstück in Edo eine „Anleitungs- und Übungsstätte für Akupunkturtherapie“ (杉山流鍼治導引稽古所, Sugiyama-ryū shinchi dōin-keiko-sho). Zehn Jahre darauf baute er die Schule zur  „Lehrstätte für Akupunkturtherapie“ (鍼治学問所, Shinchi gakumonsho) aus. Dies war weltweit die erste Einrichtung zur Unterrichtung von Blinden, rund ein Jahrhundert älter als die von Valentin Haüy 1784 in Paris geschaffene „Institution Royale des Jeunes Aveugles“.
1685 führte Sugiyama eine erfolgreiche Behandlung des Shōgun Tsunayoshi durch. Im Alter von 83 Jahren stand er an der Spitze der Blinden-Gilde im Raum Edo. 1693 überließ ihm die Regierung ein neues Grundstück, doch starb er, bevor die Verlegung der Unterrichtsanstalt abgeschlossen werden konnte. An dieser Stätte befindet sich heute der Ejima-Sugiyama-Schrein (江島杉山神社, Ejima Sugiyama-jinja). Sugiyamas Grab liegt im Areal des Miroku-Tempels (弥勒寺, Miroku-ji) im Stadtteil Sumida.
Die von Sugiyama eingerichtete und von der Tokugawa-Regierung geförderte Lehranstalt wurde 1741 ein weiteres Mal verlegt und existierte bis November 1871. Unter seinen Schülern machte sich besonders Mishima Yasuichi (三島 安一) einen Namen. Er übernahm in der Nachfolge Sugiyamas die Leitung der „Lehrstätte für Akupunkturtherapie“ und sorgte durch die Errichtung von 45 Lehrstätten für die landesweite Verbreitung der Techniken und Konzepte seines Lehrers.
Eine 1930 gegründete Gesellschaft zur Würdigung der Verdienste Sugiyamas, heute eine Körperschaft des öffentlichen Rechts mit Sitz im Ejima-Sugiyama Schrein, widmet sich der Pflege der Gedenkstätten und der Verbreitung der Lehren Sugiyamas.

## Sugiyamas Führungsröhrchen im Westen
Als der Arzt Engelbert Kaempfer 1690 nach Nagasaki kam und seine Studien zu Land und Leuten aufnahm, lernte er drei Akupunkturtechniken kennen: den aus China stammenden drehenden Einstich mit der freien Hand, die in Japan entstandene „Klopfnadelung“ nach Mubun sowie Sugiyamas „Röhrennadelung“ (管鍼法, kanshin-hō). In seinem Buch Amoenitatum Exoticarum (1712) findet sich u. a. eine Abbildung des Führungsröhrchens. Auch spätere, medizinisch interessierte Japanreisende wie Carl Peter Thunberg und Philipp Franz von Siebold brachten dieses Röhrchen mit und nahmen es in ihre Publikationen auf. Heute wird es meist aus Plastik hergestellt und mit der Nadel als Wegwerf-Set weltweit vertrieben.

## Werke
Drei Schriften werden Sugiyama zugeschrieben, an deren Entstehung, wie so oft während der Edo-Zeit, auch Schüler beteiligt waren. Sie kursierten als handschriftliche Kopien und wurden 1880 erstmals gedruckt. Die „Umfassende Sammlung zur Therapie“ (療治の大概集, Ryōji no taigaishū) baut auf den Lehren von Sugiyamas Lehrer Irie Toyoaki auf. Die „Drei Hauptkonzepte ausgewählter Nadelungen“ (選鍼三要集, Senshin no yōshū) orientiert sich an traditionellen chinesischen Theorien. Das „Handbuch zur Medizin“ (医学節用集, Igaku setsuyōshū) gibt eine allgemeine Darstellung.